# アレキサンダー大王 (映画)
『アレキサンダー大王』（アレキサンダーだいおう、Alexander the Great）は、1956年のアメリカ合衆国の伝記映画。脚本、制作、監督をロバート・ロッセン、出演はリチャード・バートンとフレドリック・マーチなど、音楽はイタリアの作曲家マリオ・ナシンベーネ。“アレキサンダー大王”と呼ばれた古代ギリシア・マケドニア王国の国王アレクサンドロス3世の生涯を描いた歴史劇映画。

## キャスト
| 役名               | 俳優                               | 日本語吹替 | 日本語吹替 |
| 役名               | 俳優                               | NET版      | TBS版      |
| ------------------ | ---------------------------------- | ---------- | ---------- |
| アレキサンダー大王 | リチャード・バートン               | 井川比佐志 | 瑳川哲朗   |
| フィリッポス2世    | フレドリック・マーチ               | 金井大     | 森山周一郎 |
| バルシネ           | クレア・ブルーム                   | 平井道子   | 谷育子     |
| オリュンピアス     | ダニエル・ダリュー                 | 北里深雪   | 本山可久子 |
| ダレイオス3世      | ハリー・アンドリュース             | 小林清志   | 小林清志   |
| メムノン           | ピーター・カッシング               | 大木民夫   |            |
| アッタロス         | スタンリー・ベイカー               |            |            |
| アンティパトロス   | フリードリッヒ・フォン・レデブール |            |            |
| パルメニオン       | ナイアル・マクギニス               |            | 大宮悌二   |
| デモステネス       | マイケル・ホーダーン               |            |            |
| エウリュディケ     | マリサ・デ・レサ（英語版）         |            |            |
| アリストテレス     | バリー・ジョーンズ                 |            |            |
| クレイトス         | グスターヴォ・ロホ                 |            |            |
| アイスキネス       | ウィリアム・スクワイアー           |            |            |
| パウサニアス       | ピーター・ウィンガード             |            |            |
| ネクテナバス       | ヘルムート・ダンティーン           |            |            |

- NET版：初回放送 1967年11月19日 『日曜洋画劇場』 21:00 - 23:00
- TBS版：初回放送 1972年12月25日 『月曜ロードショー』 21:00 - 22:55

## 作品の評価
Rotten Tomatoesによれば、9件の評論の支持率は0%である。